# 稲葉太地
稲葉 太地（いなば だいち、1977年 - ）は、宝塚歌劇団所属の演出家。静岡県出身。

## 略歴
日本大学芸術学部演劇学科出身。
2000年、宝塚歌劇団入団。
2003年、『おーい春風さん』の演出を手がける。同年、『傭兵ピエール』で新人公演の演出を初担当。
2006年、花組シアター・ドラマシティ公演『Appartement Cinema』で演出家デビュー。
2010年、雪組公演『Carnevale 睡夢』で大劇場演出デビュー。

## 宝塚歌劇団での舞台作品

### 作・演出

#### 大劇場作品（宝塚大劇場、東京宝塚劇場）
- ショー・グランデ『Carnevale睡夢 - 水面に浮かぶ風景 -』（2010年 雪組 主演：水夏希） ＊大劇場デビュー作
- レヴュー・ロマン『ルナロッサ - 夜に惑う旅人 -』（2011年 宙組 主演：大空祐飛）
- ショー・グルーヴ『Celebrity －セレブリティ－』（2012年 星組 主演：柚希礼音）[5]
- ショー・オルケスタ『Mr. Swing!』（2013年 花組 主演：蘭寿とむ）
- ラテン・グルーヴ『パッショネイト宝塚!』（2014年 星組 主演：柚希礼音）
- レヴューロマン『宝塚幻想曲（タカラヅカ ファンタジア）』（2015年 花組 主演：明日海りお）[6]
- グランドカーニバル『GOLDEN JAZZ』（2015年 - 2016年 月組 主演：龍真咲）
- ショーグルーヴ『Greatest HITS!』（2016年 雪組 主演：早霧せいな）[7][8]
- レヴューロマン『カルーセル輪舞曲（ロンド）』（2017年 月組 主演：珠城りょう）[9][10]
- レヴューロマン『クラシカル ビジュー』（2017年 宙組 主演：朝夏まなと）[11]
- レヴューロマン『シャルム!』（2019年 花組 主演：明日海りお）
- ミュージカル『アナスタシア』（2020年 - 2021年 宙組 主演：真風涼帆）＊潤色・演出
- ショー オルケスタ『Fire Fever!』（2021年 雪組 主演：彩風咲奈）
- ショー グルーヴ『Fashionable Empire』（2022年 花組 主演：柚香光）[12]
- ラテン グルーヴ『Deep Sea －海神たちのカルナバル－』（2023年 月組 主演：月城かなと）[13]
- レヴュー グロリア『Jubilee（ジュビリー）』（2024 花組 主演：永久輝せあ）[14]

#### その他の劇場の作品
- ミュージカルドラマ『Appartement Cinema（アパルトマン シネマ）』（2006年 花組 梅田芸術劇場シアター・ドラマシティ、日本青年館、愛知厚生年金会館 主演：春野寿美礼）＊演出家デビュー作
- バウ・ミュージカル『Hallelujah（ハレルヤ） GO! GO!』（2007年 星組 宝塚バウホール 主演：柚希礼音）
- 『SAUDADE（サウダージ）－Jにまつわる幾つかの所以－』（2009年 月組 梅田芸術劇場シアター・ドラマシティ、昭和女子大学人見記念講堂 主演：瀬奈じゅん）
- バウ・エンターテイメント『インフィニティ -限りなき世界-』（2012年 雪組 宝塚バウホール 主演：未涼亜希）
- MUSICAL『WEST SIDE STORY』（2018年 宙組 東京国際フォーラムホールC・梅田芸術劇場メインホール 主演：真風涼帆）＊演出補・訳詞
- バウ・ラテングルーヴ『Senhor CRUZEIRO（セニョール クルゼイロ）!』—南十字に愛された男—（2018年 花組 宝塚バウホール 主演：水美舞斗）
- Grand Festival『DANCE OLYMPIA』-Welcome to 2020-（2020年 花組 東京国際フォーラムホールC 主演：柚香光）
- ミュージカル『Xcalibur エクスカリバー』（2023年 宙組 東京建物 Brillia HALL 主演：芹香斗亜）＊潤色・演出
- ミュージカル『BIG FISH（ビッグ・フィッシュ）』（2024年 星組 東急シアターオーブ 主演：礼真琴）＊潤色・演出[15]

#### コンサート
- スペシャルステージ『Delight Holiday』（2018年 花組 舞浜アンフィシアター 主演：明日海りお）

### 演出のみ
- バウ・ワークショップ『おーい春風さん』（2003年 星組 宝塚バウホール 主演：柚希礼音）
- ミュージカル『ロミオとジュリエット』（2021年 星組 宝塚大劇場、東京宝塚劇場 主演：礼真琴）

### ディナーショーの構成・演出
- 陽月華ミュージック・サロン『STAY GOLD』（2009年 宝塚ホテル）
- 桜乃彩音ミュージック・サロン『evergreen －春風のように－』（2010年 宝塚ホテル、第一ホテル東京）
- 轟悠ディナーショー『Fever!』（2012年 パレスホテル東京、宝塚ホテル）
- 凰稀かなめディナーショー『Metamorphose - メタモルフォーゼ -』（2014年 ホテル阪急インターナショナル、パレスホテル東京）
- 鳳月杏ディナーショー『NEXT ONE』（2019年 第一ホテル東京、宝塚ホテル）

### イベントの構成・演出
- 宝塚歌劇100周年フィナーレイベント『タカラヅカスペシャル2014 －Thank you for 100 years－』（2014年 宝塚大劇場）＊共同演出
- 『タカラヅカスペシャル2015 －New Century，Next Dream－』（2015年 梅田芸術劇場メインホール）＊共同演出
- 『タカラヅカスペシャル2018 Say! Hey! Show Up!!』（2018年 梅田芸術劇場メインホール）＊共同演出

### 新人公演担当
- 2003年 宙組『傭兵ピエール』[16]
- 2004年 花組『La Esperanza』[17]
- 2005年 宙組『ホテル ステラマリス』[18]
- 2005年 花組『落陽のパレルモ』[19]
- 2007年 星組『シークレット・ハンター』[20]
- 2008年 雪組『マリポーサの花』[21]
- 2009年 星組『太王四神記 ver.II』[22]
- 2009年 月組『ラスト・プレイ』

### 演出助手
- 2001年 宙組『ベルサイユのばら2001』（植田紳爾・谷正純）、月組『ESP!』（酒井澄夫・木村信司）、宙組『フィガロ!』（太田哲則）、宙組『ダンシング・スピリット！』（中村一徳）
- 2002年 月組『ガイズ&ドールズ』（三木章雄）、花組『ダイアモンド・アイズ』（藤井大介）（シアター・ドラマシティ）、雪組『ON THE 5th』（草野旦）、月組『SLAPSTICK』（小柳奈穂子、バウホール）、花組『月の燈影』（大野拓史、バウホール）、宙組『聖なる星の奇蹟』（児玉明子、シアター・ドラマシティ）
- 2003年 宙組『傭兵ピエール』（石田昌也）、月組『シニョール ドン・ファン』（植田景子）、雪組『アメリカン・パイ』（小柳菜穂子）、宙組『里見八犬伝』（鈴木圭、バウホール）、宙組『テンプテーション! - 誘惑 -』（岡田敬二）、月組『薔薇の封印』（小池修一郎）
- 2004年 星組『タカラヅカ絢爛』（草野旦）雪組『スサノオ』（木村信司）、月組『タカラヅカ絢爛II』（草野旦）、花組『La Esperanza』（正塚晴彦）、雪組『青い鳥を捜して』（石田昌也）
- 2005年 宙組 『ホテル ステラマリス』（正塚晴彦）、宙組『レヴュー伝説』（草野旦）、雪組『ワンダーランド』（石田昌也）
- 2006年 雪組『タランテラ!』（荻田浩一）
- 2010年 星組『ロミオとジュリエット』（小池修一郎、梅田芸術劇場・博多座）

## 宝塚歌劇団以外の舞台作品

### コンサート
- 柚希礼音ソロコンサート『REON JACK』（構成・演出、2016年3月 - 4月：梅田芸術劇場メインホール、東京国際フォーラムホールC）[23]